# Мала базиліка
Мала базиліка (лат. basilica minor) — у Католицькій церкві титул, що надається Папою Римським католицьким храмам. Титул пішов від аналогічного за назвою архітектурного стилю. Однак з XVIII сторіччя термін відійшов від прив'язки до архітектурного значення та є саме титулом, а не описом будівлі. На початку 2020 року у світі було 1810 малих базилік, 4 з них знаходяться в Україні.

## Італія
- Церква Cвятого Франциска (Феррара)

## Україна
- Латинський кафедральний собор (Львів)
- Базиліка Воздвиження Всечесного Хреста (Чернівці)
- Собор Зарваницької Матері Божої
- Церква Cвятого Петра апостола (Одеса)
- Костел Непорочного Зачаття Пресвятої Діви Марії (Бердичів)